# 2008年世界房車錦標賽墨西哥站
2008年世界房車錦標賽墨西哥站是2008年度世界房車錦標賽的第二站賽事，正式比賽在2008年4月6日於墨西哥米格爾賽道上舉行。這是第三次在墨西哥舉行賽事。第一回合由西亞車隊的真尼勝出，第二回合由西亞車隊的蒙迪路勝出。